# Tobias Barreto (kommun)
Tobias Barreto är en kommun i Brasilien.   Den ligger i delstaten Sergipe, i den östra delen av landet, 1 200 km öster om huvudstaden Brasília. Antalet invånare är 48 039.
Följande samhällen finns i Tobias Barreto:
- Tobias Barreto

Omgivningarna runt Tobias Barreto är huvudsakligen savann. Runt Tobias Barreto är det ganska tätbefolkat, med 58 invånare per kvadratkilometer.